# زبان فرانکی

فتوحات امپراتوری فرانک بین سال‌های ۴۸۱ تا ۸۱۴ میلادی

زبان فرانکی یا فرانکی باستان (به فرانکی: Frenkisk) یک زبان ژرمنی غربی بود که توسط فرانک‌ها بین قرن چهارم تا هشتم میلادی مورد استفاده قرار می‌گرفت.
پس از آن که فرانک‌ها در گل روم ساکن شدند، در پیکاردی و ایل-دو-فرانس تعداد آن‌ها از محلی‌هایی که به لاتین عامیانه سخن می‌گفتند پیشی گرفت و به همین دلیل است که نام مکان‌های متعددی در زبان فرانسوی امروزی از جمله نام خود کشور فرانسه دارای ریشه فرانکی است.
منابع دربارهٔ زبان فرانکی ضعیف و کم‌تعداد هستند و این زبان معمولاً از طریق وام‌واژگانی که به فرانسوی باستان یا هلندی باستان داده‌است مورد مطالعه قرار می‌گیرد.